# Huis met de 13 tempels
Het Huis met de 13 tempels is een pand aan de Oude Boteringestraat in de binnenstad van Groningen. Het werd gebouwd in de 15e eeuw, terwijl het in het begin van de 18e eeuw ingrijpend verbouwd werd en zijn huidige exterieur kreeg. Het pand is beschermd als rijksmonument.
De naam van het huis hoort bij het oorspronkelijke dubbelpand dat in de 15e eeuw werd gebouwd in opdracht van Johan Wicheringe. De twee huizen deelden een voorgevel die bekroond werd met 13 pinakels of tempels. 
Het middeleeuwse dubbelpand werd in 1710 ingrijpend verbouwd tot een breed herenhuis dat geheel onderkelderd is. In 1756 werd het in opdracht van de toenmalige burgemeester Tjaard van Berchuis verder verfraaid, waarbij onder meer de ingangsomlijsting en consoles werden aangebracht. Het pand werd in 1964 gerestaureerd waarbij latere verbouwingen grotendeels ongedaan werden gemaakt. Anno 2023 is het in gebruik bij de universiteit.

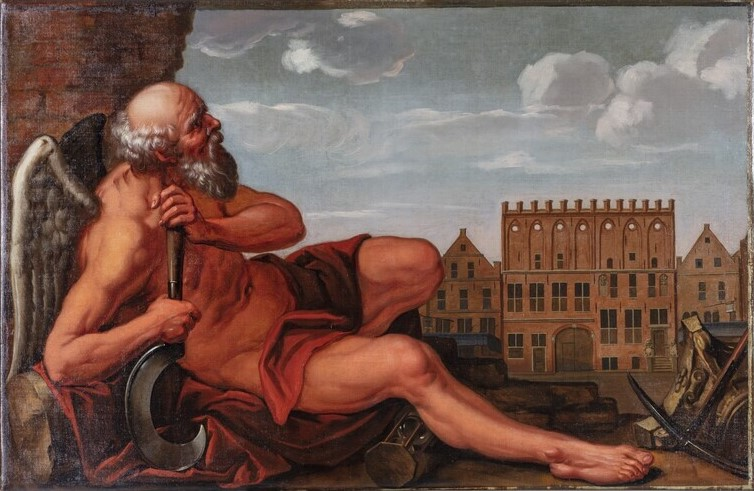
Herman Collenius, Chronos, 1711.
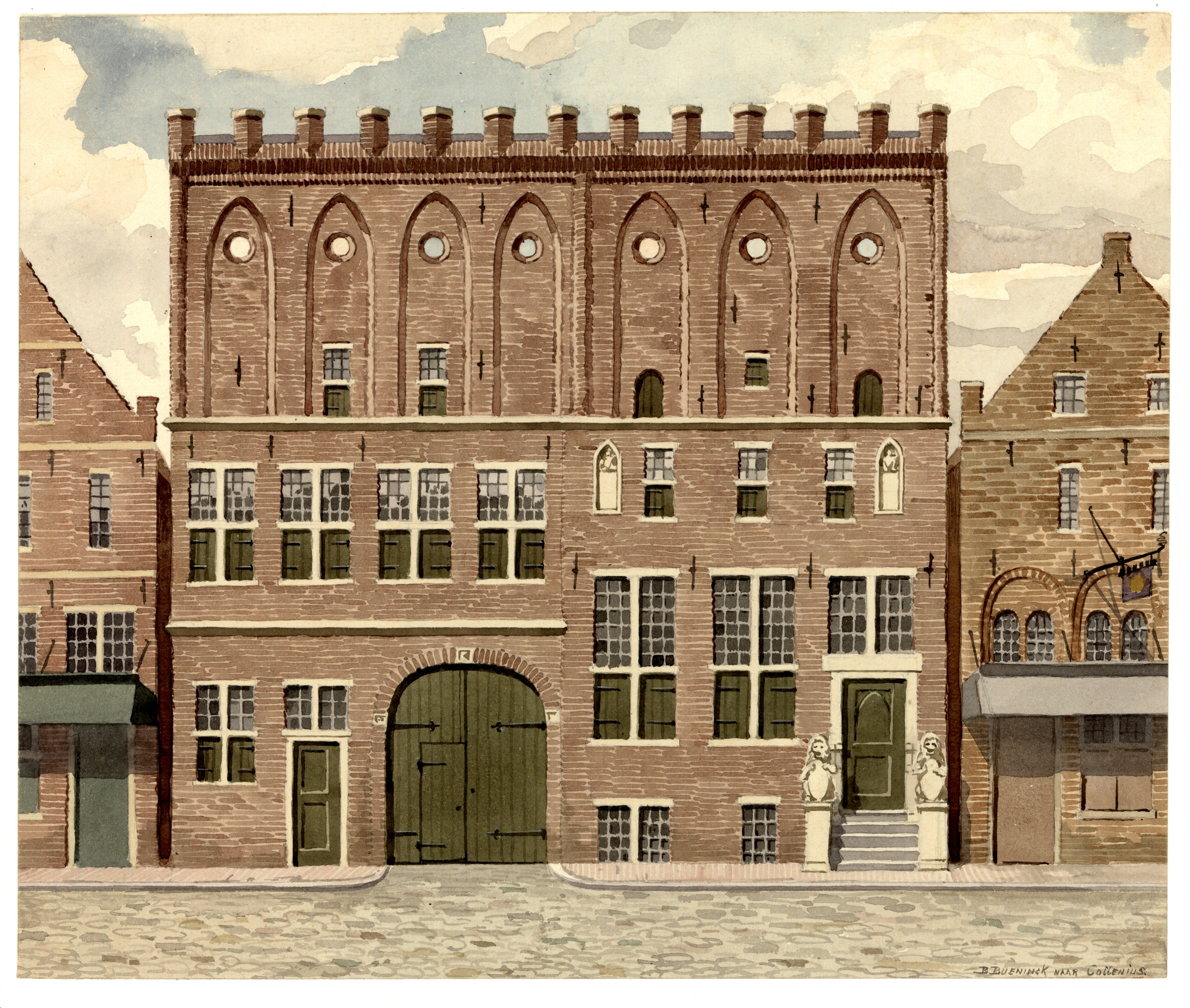
Huis met de 13 tempels, door Bernardus Bueninck overgenomen vanaf een 17e-eeuws schilderij van Herman Collenius met Chronos (god van de tijd) met het oude huis dat vroeger in het huis hing.
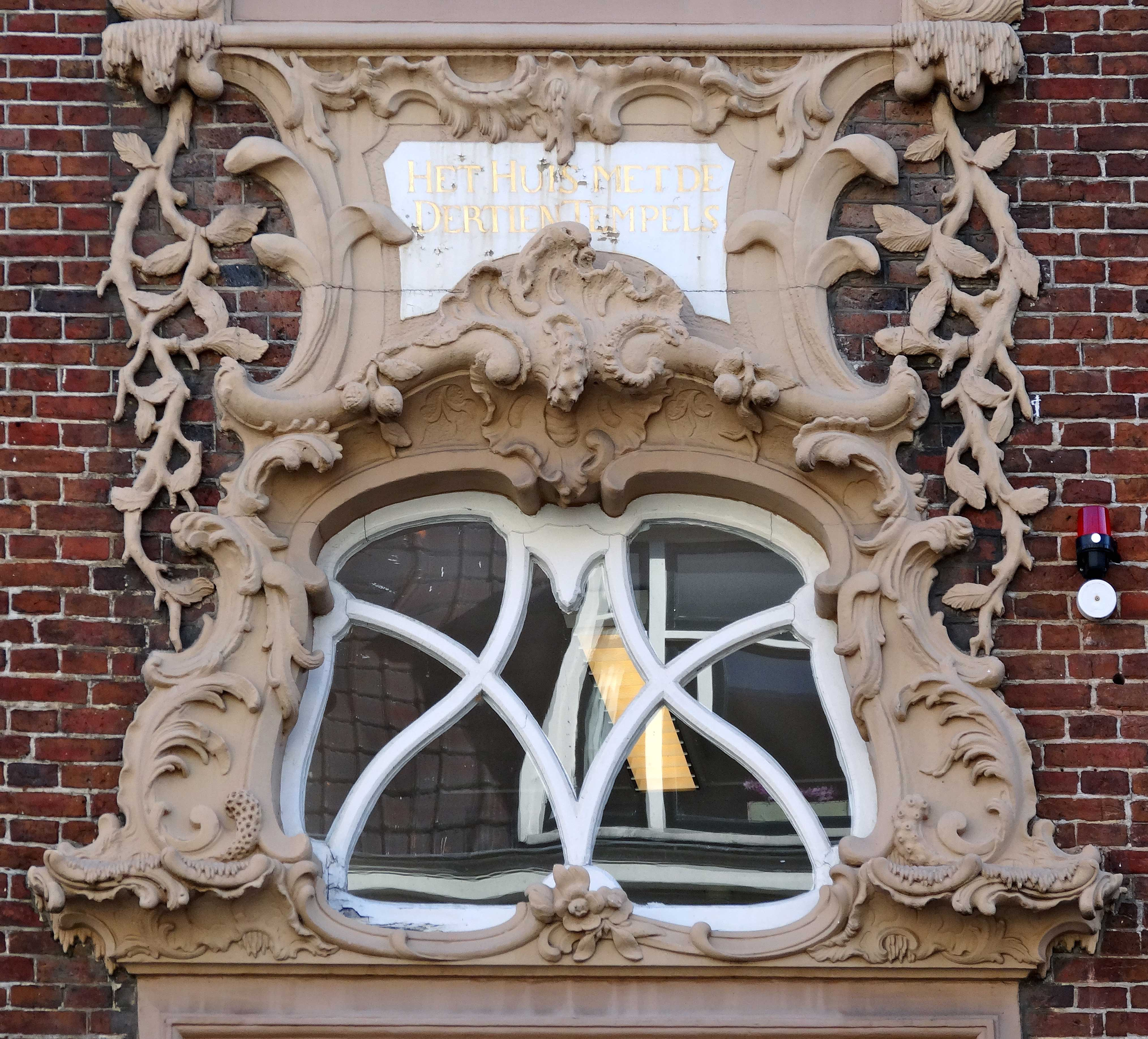
console met naam